# Pirámide de Garcilazo
Pirámide de Garcilazo is een hoge berg in Peru, die deel uitmaakt van de bergketen Cordillera Blanca in de Andes.
De Pirámide de Garcilazo is een van bergen (Artesonraju, Parón, Caraz, Chacraraju, Esfinge en anderen) die kunnen worden beklommen vanuit de quebrada de Parón. Hij heeft twee toppen: De zuidtop, of de hoofd-top, en de noordelijke top of Pirámide de Garcilazo Norte. Er zijn diverse routes mogelijk voor bergbeklimmers via de noordtop van Pirámide Norte, met weinig lawinegevaar. Aan de voet van de heuvel bevindt zich een zeer spleetrijke gletsjer. Het noordwesten van het wand kan enkel via een paar routes voor gevorderden beklommen worden. De eerste van de berg was in 1957 door G. Hauser, Huhn B. en H. Wiedmann via de noordelijke route.